# 首尔市地铁9号线
首尔市地铁9号线株式会社（：／ Seoul si Meteuro gu hoseon jusik hoesa */?）是韩国的一家股份有限公司，负责建设及维护首都圈電鐵的首爾地鐵9號線，其全部股份由NH農協銀行持有。

## 历史
- 2004年12月17日 - 成立。